# Mansfield (Texas)
Mansfield is een plaats (city) in de Amerikaanse staat Texas, en valt bestuurlijk gezien onder Ellis County en Johnson County en Tarrant County.

## Demografie
Bij de volkstelling in 2000 werd het aantal inwoners vastgesteld op 28.031.
In 2006 is het aantal inwoners door het United States Census Bureau geschat op 41.564, een stijging van 13533 (48.3%).

## Geografie
Volgens het United States Census Bureau beslaat de plaats een oppervlakte van
94,6 km², waarvan 94,5 km² land en 0,1 km² water. Mansfield ligt op ongeveer 184 m boven zeeniveau.

## Plaatsen in de nabije omgeving
De onderstaande figuur toont nabijgelegen plaatsen in een straal van 16 km rond Mansfield.